# Due respiri (EP)
Due respiri è l'EP di debutto della cantante italiana Chiara, pubblicato l'8 dicembre 2012 dalla Sony Music.

## Descrizione
L'EP, pubblicato in concomitanza con la vittoriosa partecipazione di Chiara alla sesta edizione di X Factor è composto da cinque tracce, quattro cover eseguite durante la sua partecipazione al talent show, con l'aggiunta dell'inedito, ed unico singolo estratto, Due respiri che vede la partecipazione nel testo di Luca Paolo Chiaravalli e Saverio Grandi, mentre in aggiunta ai primi nella musiche troviamo Eros Ramazzotti. La title track è stata pubblicata lo stesso giorno dell'uscita dell'EP, che in poco tempo ha raggiunto la prima posizione in classifica su iTunes.
Le vendite dell'EP, essendo questo composto da cinque tracce, sono state conteggiate, insieme a quelle del singolo, nella classifica dei singoli della Fimi.

## Tracce
1. Due respiri – 3:23 (testo: Luca Paolo Chiaravalli, Saverio Grandi – musica: Eros Ramazzotti, Luca Paolo Chiaravalli, Saverio Grandi)
2. Over the Rainbow – 4:41 (Harold Arlen)
3. I Want to Hold Your Hand – 2:24 (John Lennon, Paul McCartney)
4. L'amore è tutto qui – 2:28 (Piero Ciampi)
5. The Final Countdown – 5:11 (Joey Tempest)

## Formazione
- Chiara – voce
- Biagio Sturiale – chitarra acustica, chitarra elettrica, basso
- Luca Chiaravalli – pianoforte
- Diego Corradin – batteria
- Morgan – cori